# Catostomus conchos
Catostomus conchos är en fiskart som beskrevs av Meek 1902. Catostomus conchos ingår i släktet Catostomus och familjen Catostomidae. IUCN kategoriserar arten globalt som sårbar. Inga underarter finns listade i Catalogue of Life.